# 21-я отдельная механизированная бригада
21-я отдельная механизированная бригада (укр. 21-ша окрема механізована бригада) (сокр. 21 ОМБр, в/ч A4689) — тактическое соединение Cухопутных сил Украины.

## История
Бригада сформирована в начале 2023 года в рамках подготовки к контрнаступлению Украины, в подготовке бригады принимали участие инструкторы из стран НАТО. Однако в самом контрнаступлении бригада не участвовала, она была развёрнута в районе Купянска и к западу от Сватово для отражения российских попыток наступления в этом районе. 3 октября президент Украины Владимир Зеленский посетил базу бригады и вручил награды её солдатам и офицерам.
Бригада участвовала в наступлении на поселок Веселое в Курской области Российской Федерации.

## Вооружение
Бригада вооружена переданными Швецией танками Strv 122 (10 шт.), БМП CV9040C (50 шт.) и САУ Archer (8 шт.), а также польскими колёсными БМП Rosomak. В декабре 2023 года бригаде были переданы танки Leopard 2A6, ранее принадлежавшие 47-й омехбр.

## Потери
29 июля 2023 года бригада потеряла первую БМП CV9040С к западу от Кременной. БМП получила 2 попадания из РПГ, после чего потеряла подвижность. Экипаж покинул повреждённую машину, которая была позже захвачена ВС РФ.
23 сентября 2023 бригада потеряла повреждёнными первые два танка Strv 122 в 10 км к западу от Сватово, которые, вероятно, подорвались на противотанковых минах ТМ-62, после чего потеряли подвижность и были оставлены экипажами. Как минимум один из этих двух танков бригаде позже удалось эвакуировать с поля боя на ремонтную базу.